# Gates CDP (Nueva York)
Gates es un lugar designado por el censo ubicado en el condado de Monroe en el estado estadounidense de Nueva York. En el Censo de 2020 tenía una población de 4956  habitantes y una densidad poblacional de 960,47 habitantes por km².

## Geografía
Gates se encuentra ubicado en las coordenadas 43°09′20″N 77°41′27″O / 43.15556, -77.69083. Según la Oficina del Censo de los Estados Unidos,  tiene una superficie total de 5,16 km², de la cual 5,13 km² corresponden a tierra firme y 0,03 km² a agua.